# シンワフーズケミカル
シンワフーズケミカル株式会社は東京都墨田区に本社を置く、食品添加物を主に取り扱う商社。

## 主な扱い品目
- 酒造・飲料用澱下げ剤
- ワイン用乳酸菌
- ワイン用乾燥酵母、ビール用乾燥酵母、ウイスキー用乾燥酵母
- 乳酸、乳酸カルシウム、増粘多糖類、食物繊維など食品添加物
- 醸造設備、酒類容器
- 食品ろ過フィルター
- 残留農薬分析（食品分析センター、株式会社マシスの代理店）

PVPPの数少ない供給先として、知られている。
オーストラリアmauri社製品の正規販売店でもある。

## 事業所
- 本社 　　　- 〒130-0012 東京都墨田区太平2-5-8
- 山梨営業所 - 〒400-0822 山梨県甲府市里吉1-6-20
- 大阪営業所 - 〒532-0032 大阪市淀川区宮原4-1-45-6F
- 福岡営業所 - 〒812-0011 福岡市博多区博多駅前4-18-19-604